# Carlos Cuéllar
Carlos Javier Cuéllar Jiménez (nacido el 23 de agosto de 1981, Madrid, España) es un exjugador y entrenador de fútbol que jugaba de defensa. Actualmente ejerce como entrenador en el Real Murcia Imperial Club de Fútbol, segundo equipo del Real Murcia, de la Tercera Federación.

## Carrera

### Como jugador
Cuéllar comenzó su carrera en modestos equipos madrileños como el Tetuan Ventilla, Santo Angel, CD Pegaso o San Federico, hasta que el CD Numancia lo ficha por un millón de las antiguas pesetas y lo cede al CD Calahorra, en la Segunda división B de España, jugando 19 partidos y disputando los play-off de ascenso a segunda división. Al año siguiente volvería a las filas del CD Numancia. Pasó dos temporadas en ese club en la Segunda División, jugando un total de 62 partidos y marcando 4 goles.
En el año 2003, al acabar su ciclo en el Numancia, estuvo a prueba durante unos días en el Leeds United, equipo de la Premier League. Su juego convenció al cuerpo técnico del club británico, pero fue entonces cuando CA Osasuna llamó a su puerta, dando así el salto a la primera división.
En el CA Osasuna se convirtió en un importante jugador para Javier Aguirre en el equipo que acabó cuarto en la temporada y alcanzando la semifinal de la Copa de la UEFA en 2007. Con Osasuna jugó 70 partidos y marcó 4 goles. 
El club escocés Rangers F.C. fichó al jugador por 2,7 millones de libras y el 14 de abril de 2008 fue nombrado el mejor jugador de la liga escocesa, tras jugar en tan solo un año 63 partidos y anotar 5 goles. Con el club escocés ganó la Copa de Escocia y la Copa de la Liga. Ese mismo año jugó además la final de la UEFA Europa League, antigua Copa de la UEFA, frente al FC Zenit de San Petersburgo, perdiendo el partido por 2-0.
El 11 de agosto de 2008 fue fichado por el Aston Villa que pagó por el jugador 10 millones de euros (7,8 millones e libras). La temporada 2008-09 jugó un total de 33 partidos con el club inglés.
Su nombre se manejó en distintas ocasiones para integrar la selección de fútbol de España.
El 14 de mayo de 2012, se confirmó que abandonaba el Aston Villa, tras cuatro años en el club. El 28 de junio de 2012 se confirmó su fichaje por el Sunderland AFC.
En diciembre de 2015, Cuéllar se hizo vegano por motivos de salud. Tomó esta decisión tras ver el documental Tenedores sobre cuchillos.
Tras unos meses sin equipo, en octubre de 2019 anunció el fin de su trayectoria deportiva.

### Como entrenador
Tras colgar las botas como jugador, Cuéllar se formó como técnico con el curso de Entrenador de Fútbol Diploma y Licencia UEFA B&A por la Real Federación Española de Fútbol.
En 2021, se compromete con la UD Sanse donde ejercería como integrante del cuerpo técnico del filial y del Juvenil C, además de realizar labores de coordinación en la cantera.
El 24 de junio de 2023, firma como entrenador del Real Murcia Imperial Club de Fútbol, segundo equipo del Real Murcia, de la Tercera Federación.

## Clubes

### Como jugador
| Club                       | País       | Año       |
| -------------------------- | ---------- | --------- |
| Calahorra                  | España     | 2000-2001 |
| Numancia                   | España     | 2001-2003 |
| Osasuna                    | España     | 2003-2007 |
| Rangers                    | Escocia    | 2007-2008 |
| Aston Villa                | Inglaterra | 2008-2012 |
| Sunderland                 | Inglaterra | 2012-2014 |
| Norwich City               | Inglaterra | 2014-2015 |
| UD Almería                 | España     | 2015-2016 |
| Maccabi Petah-Tikvah       | Israel     | 2016-2017 |
| Hapoel Ironi Kiryat Shmona | Israel     | 2017-2018 |
| Beitar Jerusalén           | Israel     | 2018      |
| Bnei Yehuda                | Israel     | 2018-2019 |

### Como entrenador
| Club                                | País   | Año       |
| ----------------------------------- | ------ | --------- |
| Real Murcia Imperial Club de Fútbol | España | 2023-2025 |
| Elche Ilicitano Club de Fútbol      | España | 2025-     |

## Palmarés

### Títulos nacionales
| Título                     | Club        | País    | Año     |
| -------------------------- | ----------- | ------- | ------- |
| Copa de Escocia            | Rangers FC  | Escocia | 2007-08 |
| Copa de la Liga de Escocia | Rangers FC  | Escocia | 2007-08 |
| Copa de Israel             | Bnei Yehuda | Israel  | 2018-19 |

### Distinciones individuales
| Distinción                                                                         | Año     |
| ---------------------------------------------------------------------------------- | ------- |
| Jugador del año en la Liga escocesa                                                | 2007-08 |
| Futbolista del año según la Asociación de Futbolistas Escritores de Escocia (SFWA) | 2007-08 |